# حالت پایه

ترازهای انرژی یک الکترون در یک اتم شامل حالت پایه (Ground state) و حالت‌های برانگیخته (Excited states). الکترون در حالت پایه با دریافت انرژی می‌تواند به حالت برانگیخته جهش کند.

حالت پایه (به انگلیسی: Ground state) در فیزیک کوانتوم حالتی‌ست که سیستم کمترین انرژی خود را دارد. حالت برانگیخته هر حالتی‌ست که انرژی‌ای بیشتر از حالت پایه دارد. حالت پایه در نظریه میدان‌های کوانتومی حالت خلاء خوانده می‌شود.
اگر بیش از یک حالت پایه وجود داشته باشد آن را چندگانه می‌خوانند. بسیاری از سامانه‌ها حالت پایهٔ چندگانه دارند.
طبق قانون سوم ترمودینامیک، هر سامانه در دمای صفر مطلق در حالت پایهٔ خود قرار دارد. در نتیجه انتروپی آن با چندگانگی حالت پایه تعیین می‌شود. بسیاری از سامانه‌ها، مانند شبکه بلوری ایده‌آل، حالت پایهٔ واحدی دارند و در نتیجه انتروپی آنها در دمای صفر مطلق صفر است. بسیاری از مواد مانند مواد بلوری ایده‌آل دارای حالت آیه منحصربه فرد هستند.